# Игошев, Александр Александрович
Александр Александрович Игошев (10 октября 1915, дер. Пузовка, Вологодская губерния — 19 августа 1961, Пенза) — участник Советско-финской войны и Великой Отечественной войны, командир отделения разведки 1-й отдельной миномётной батареи 49-й стрелковой дивизии 13-й армии Северо-Западного фронта, лейтенант.

## Биография
Родился 10 октября 1915 года в деревне Пузовка (ныне Тотемского района Вологодской области). После окончания начальной школы работал на велосипедном заводе в Пензе.
В Красной Армии с 1937 года, участник советско-финской войны 1939—1940 годов.
Отличился в бою 29 февраля 1940 года. Вместе с командиром взвода управления батареи поднял в атаку роту и, увлекая за собой, первым из разведчиков и группы бойцов стрелкового взвода ворвался в траншею противника, обеспечив наступление батальона.

Указом Президиума Верховного Совета СССР от 7 апреля 1940 года «за образцовое выполнение боевых заданий командования на фронте борьбы с финской белогвардейщиной и проявленные при этом отвагу и геройство» младшему лейтенанту Игошеву Александру Александровичу присвоено звание Героя Советского Союза с вручением ордена Ленина и медали «Золотая Звезда».

После окончания советско-финской войны продолжил службу в армии и был направлен в Пензенское военное артиллерийское училище, которое закончил в 1941 году.
С началом Великой Отечественной войны был направлен на Ленинградский фронт командиром батареи. Тяжелораненым был захвачен в плен, неоднократно предпринимал попытки бегства из лагеря военнопиленных. Вернулся на родину только в 1945 году.

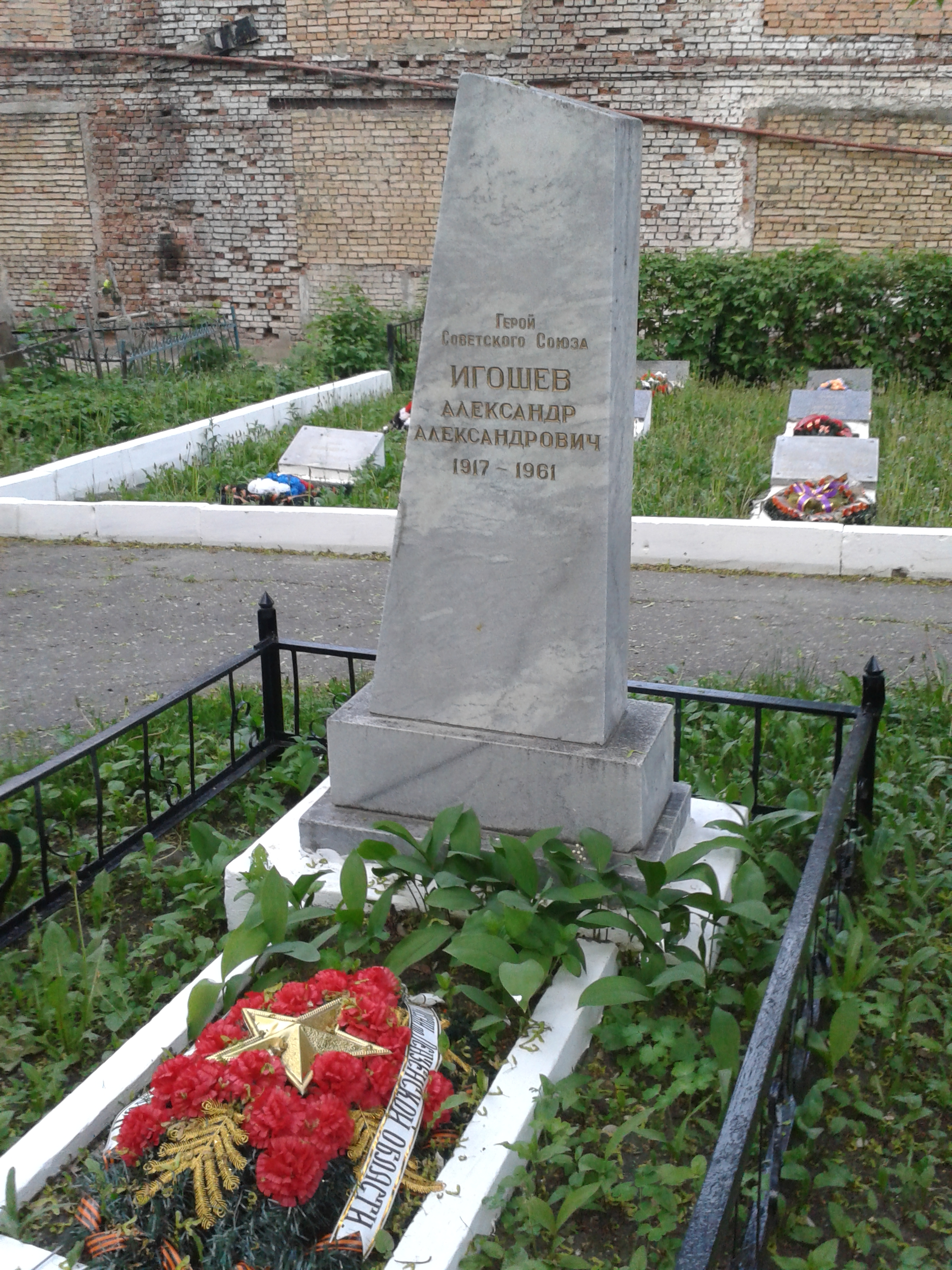
Могила на Мироносицком кладбище Пензы

Умер 19 августа 1961 года в Пензе. Похоронен на Мироносицком кладбище Пензы.

## Награды
- Медаль «Золотая Звезда» Героя Советского Союза (07.04.1940, № 393),
- орден Ленина (07.04.1940),
- орден Красного Знамени,
- медали.

## Память
- В деревне Пузовка Тотемского района на доме, где жил А. А. Игошев, установлена мемориальная доска.